# Farglory THE ONE
Farglory THE ONE (tiếng Trung: 遠雄THE ONE) là tòa nhà chọc trời nằm ở Tiền Trấn, Cao Hùng, Đài Loan. Nó sẽ là tòa nhà cao thứ tư tại Đài Loan và cao thứ hai tại Cao Hùng. Tòa nhà cao 267.6 m, diện tích sàn là 166,415.76m², nó bao gồm 68 tầng nổi cùng với 7 tầng hầm. Nó đã được hoàn thành vào cuối năm 2019.

## Hình ảnh

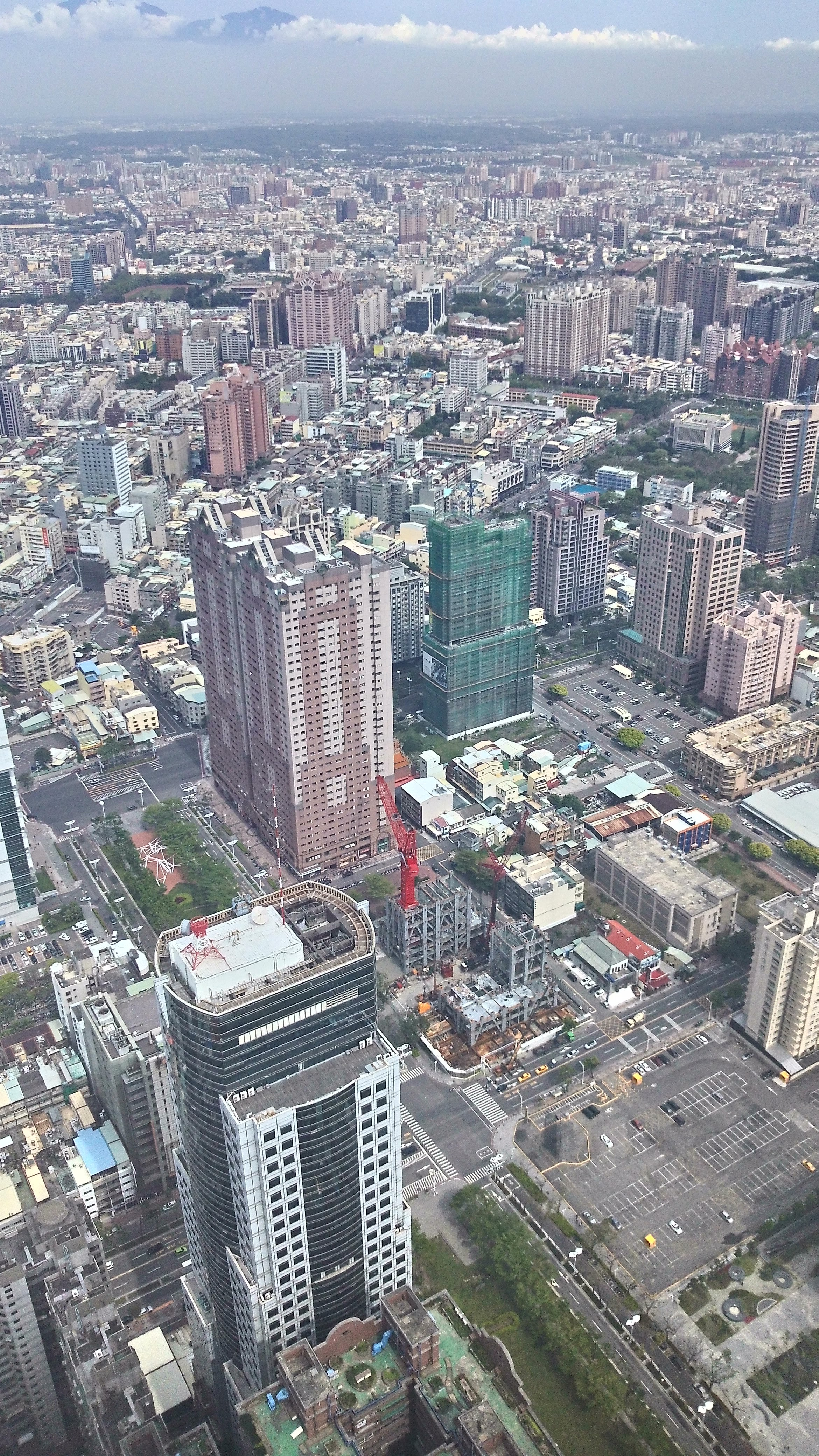
Tháng 4, 2016
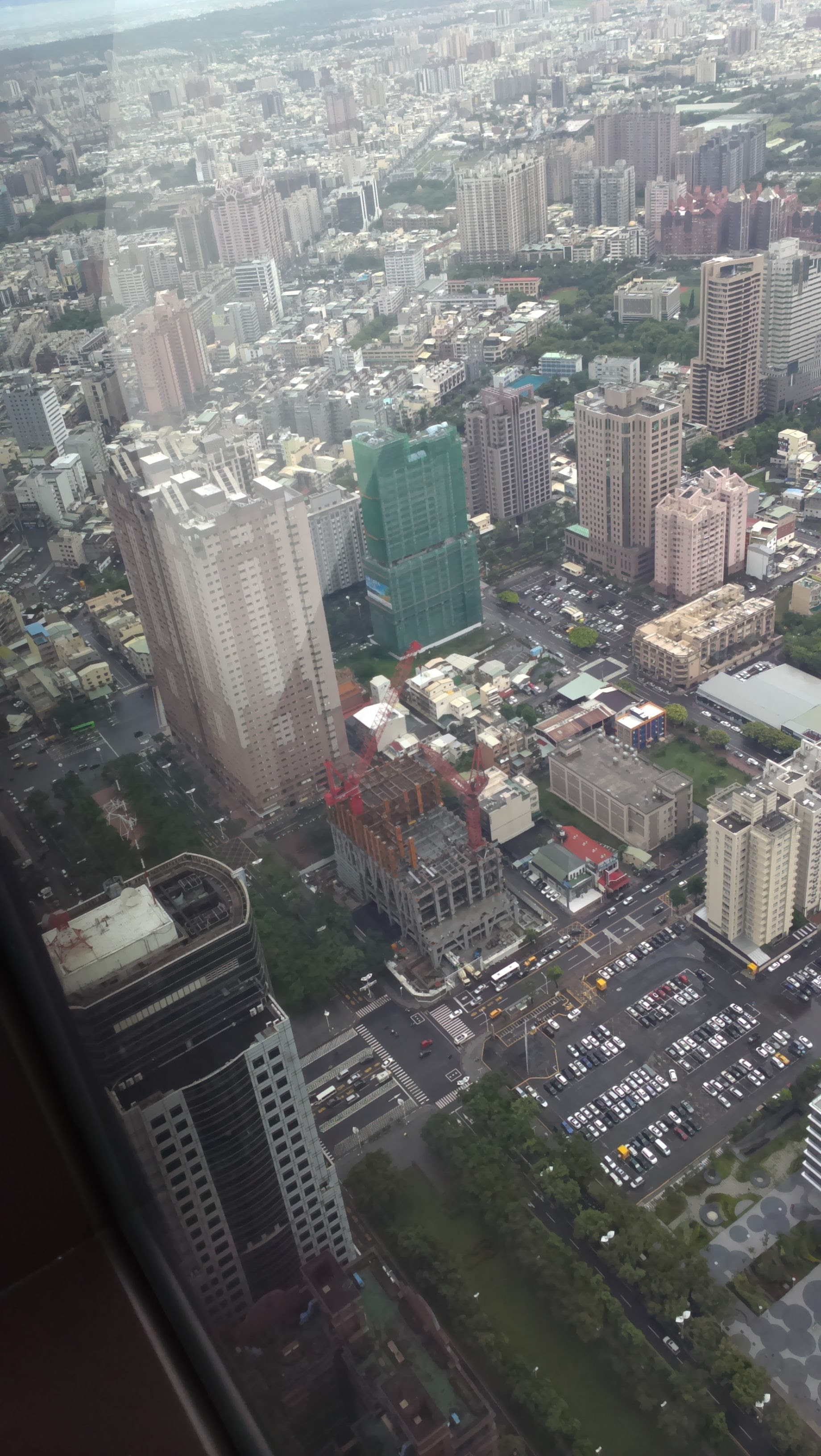
Tháng 6, 2016
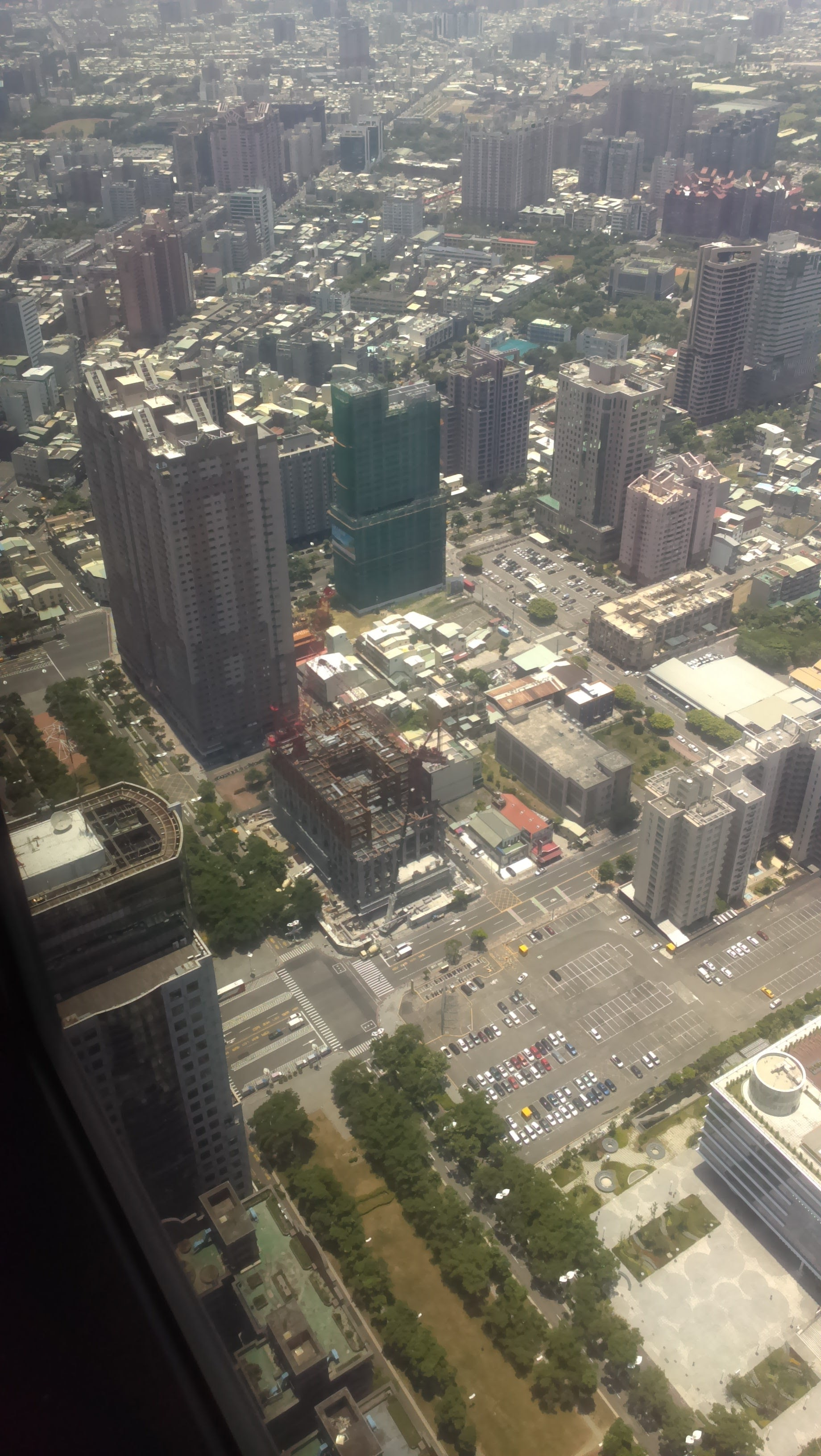
Tháng 7, 2016
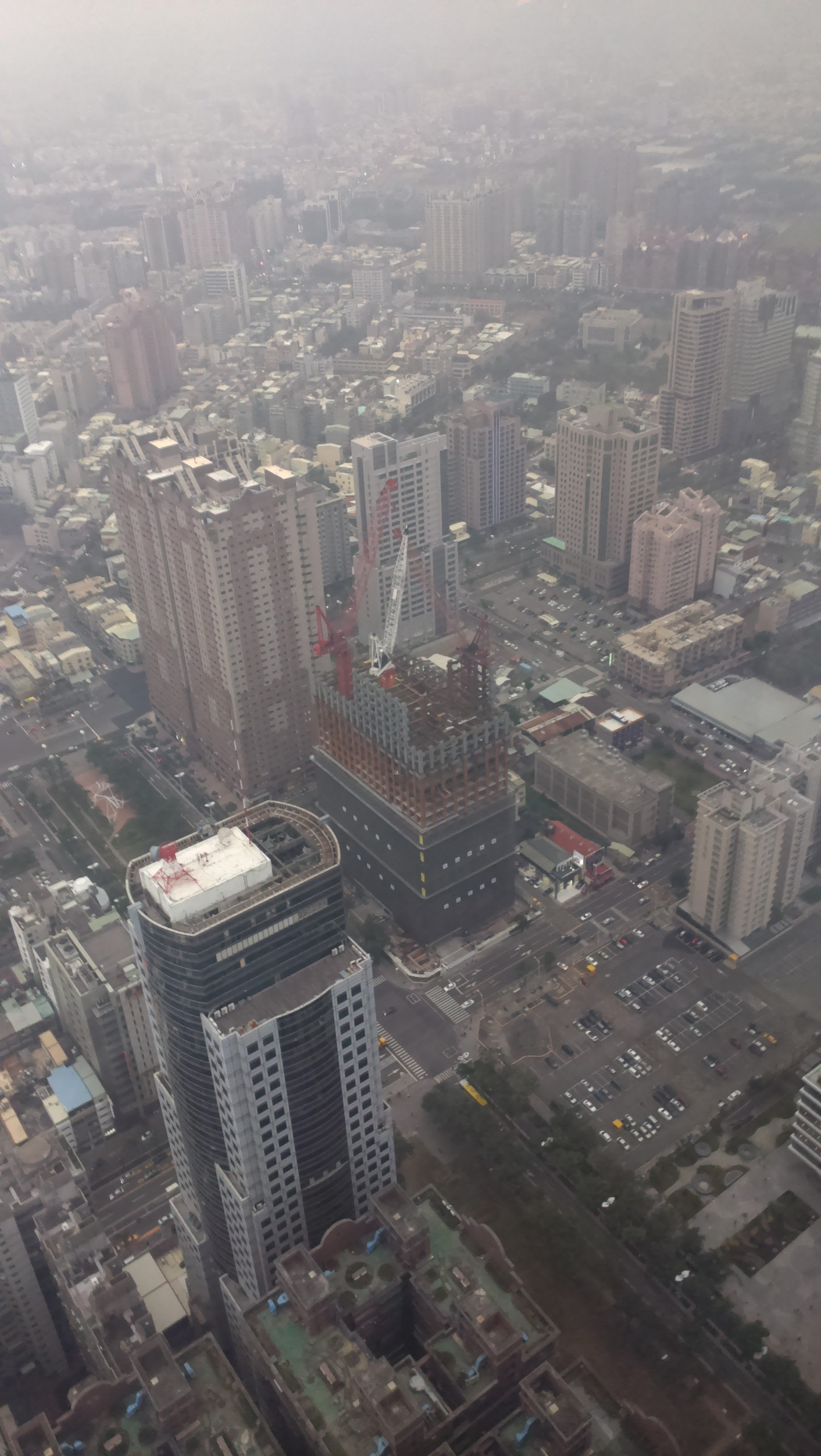
Tháng 11, 2016
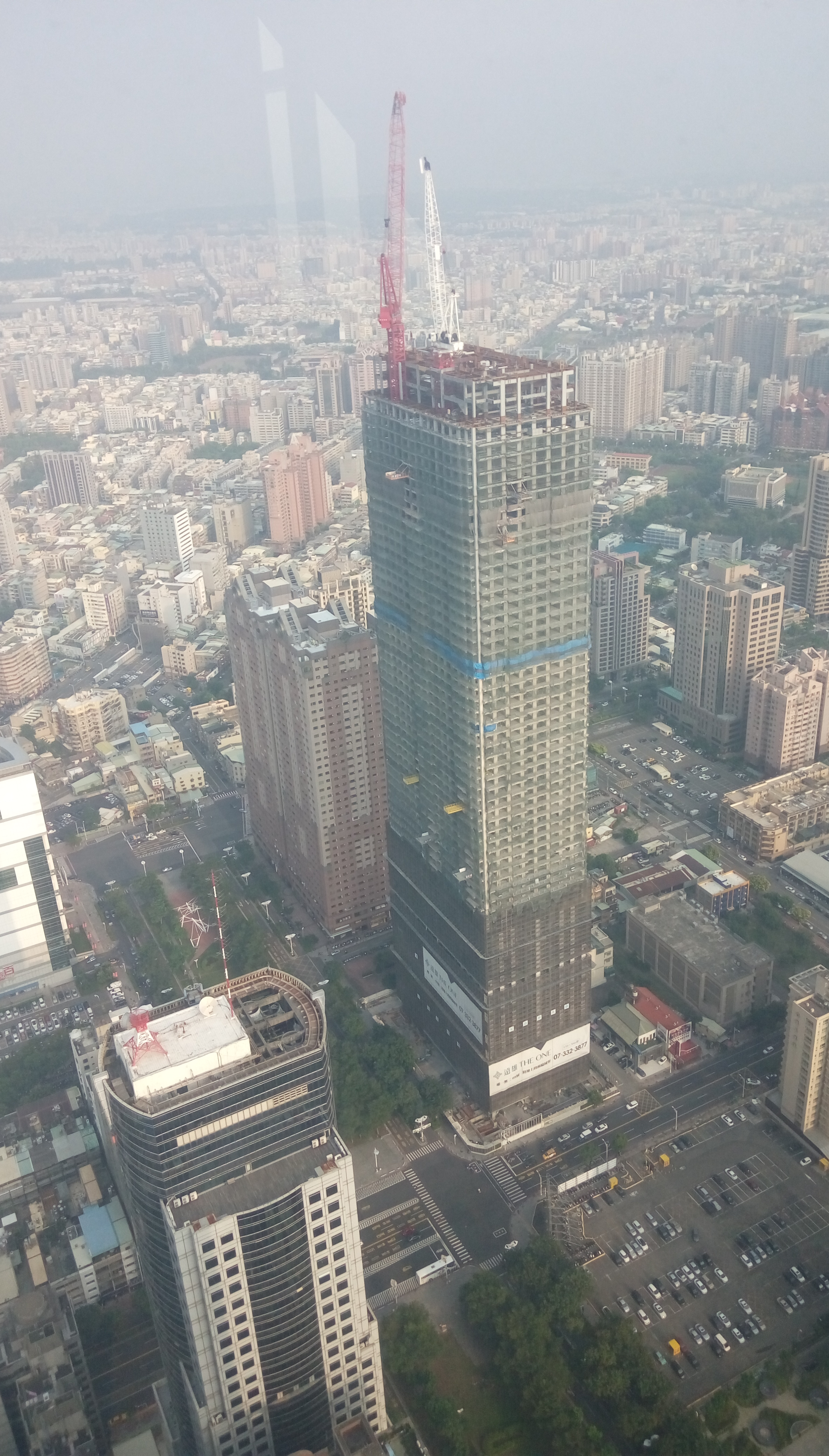
Tháng 11, 2017
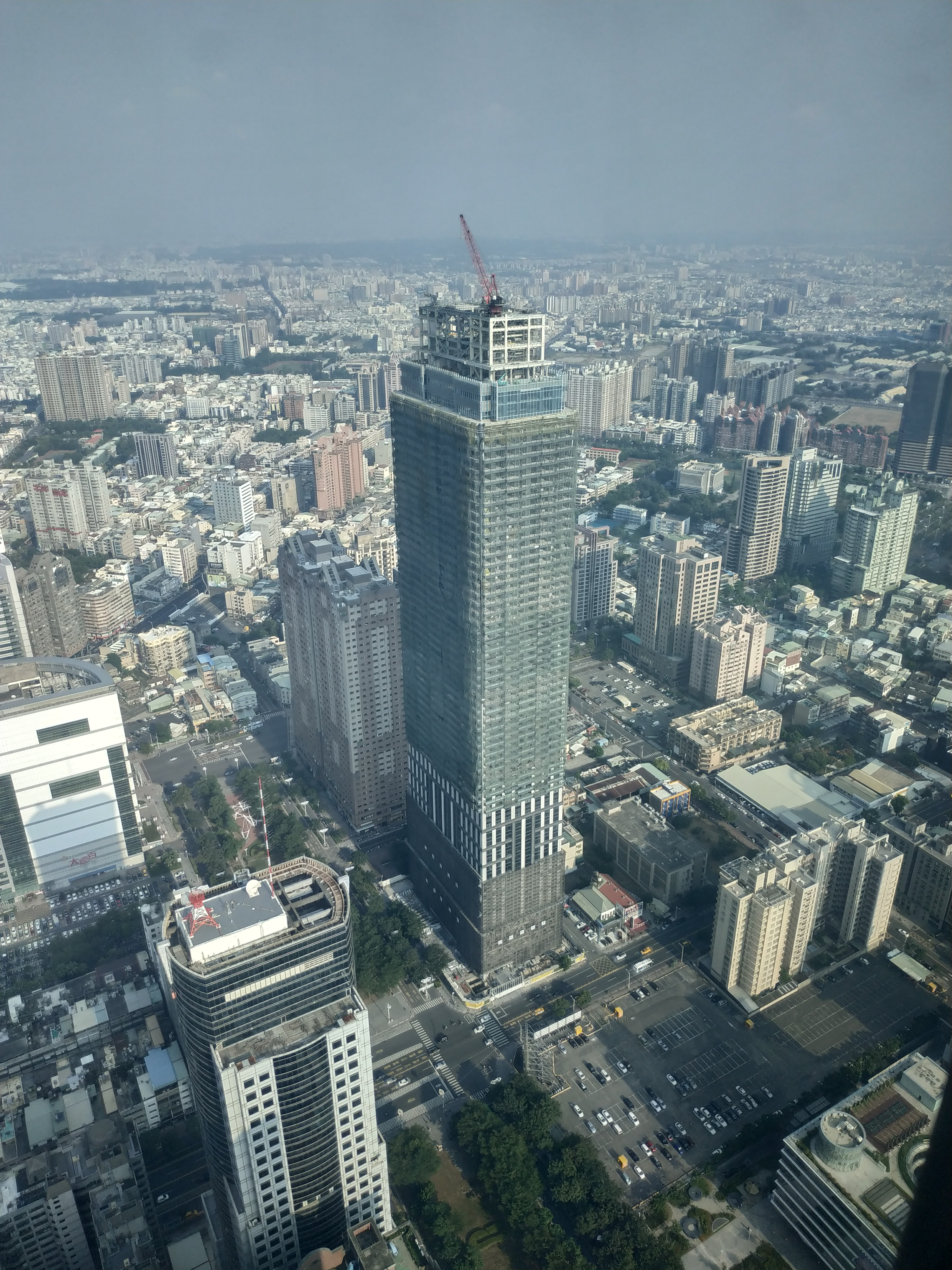
Tháng 10, 2018
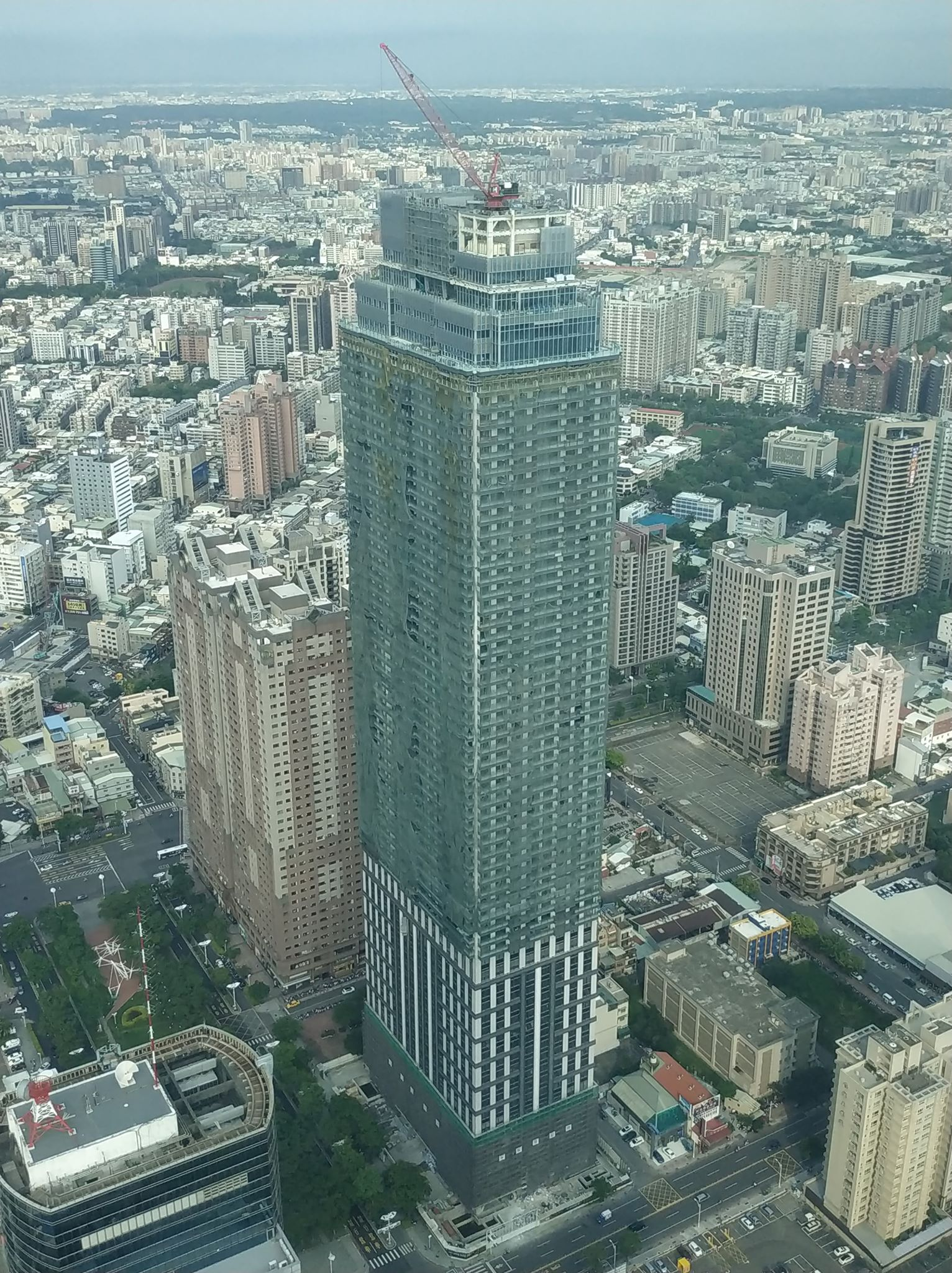
Tháng 5, 2019
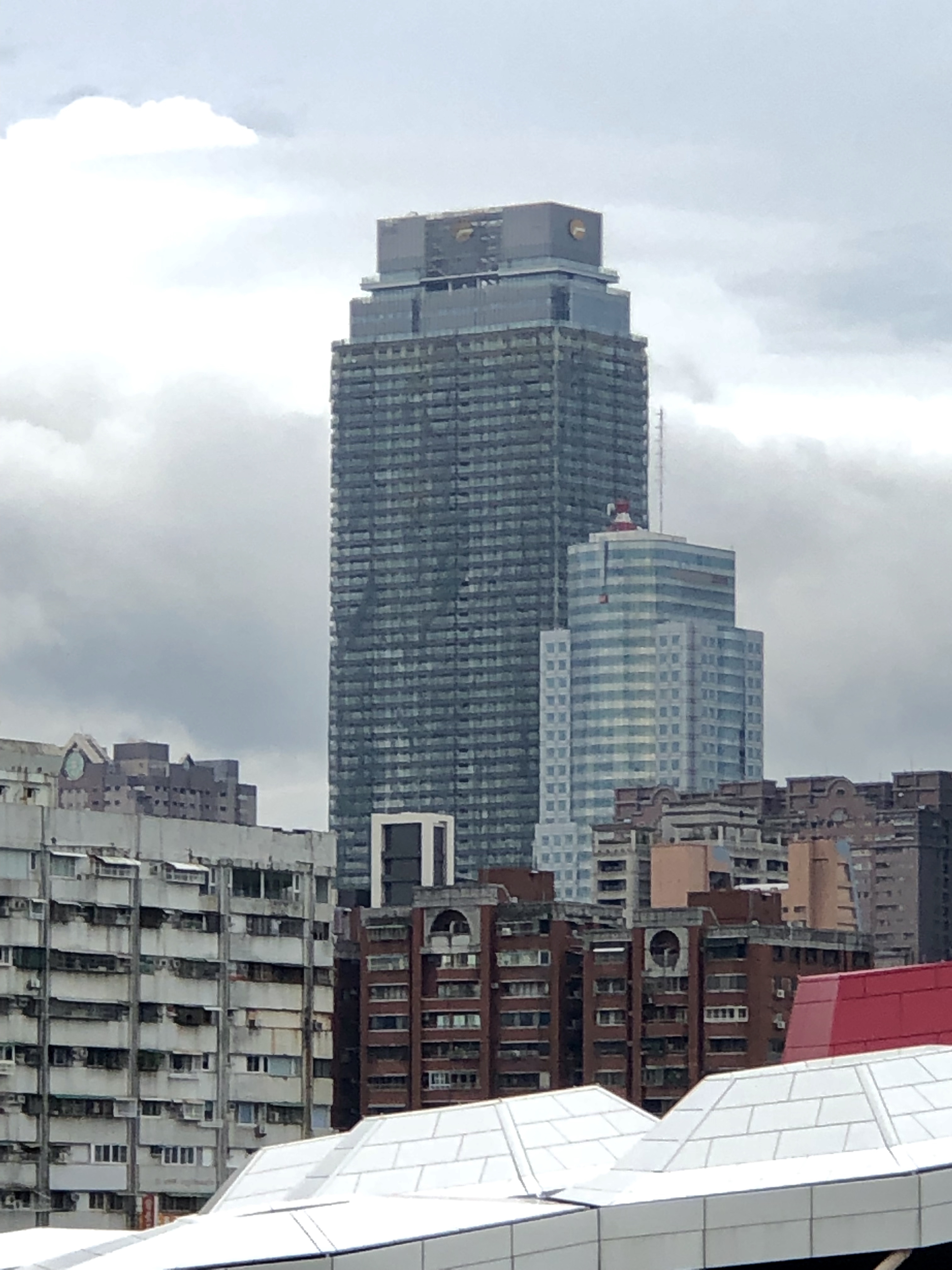
Tháng 8, 2019